# Haploembia megacephala
Haploembia megacephala is een insectensoort uit de familie Oligotomidae, die tot de orde webspinners (Embioptera) behoort. De soort komt voor in Syrië.
Haploembia megacephala is voor het eerst wetenschappelijk beschreven door Krauss in 1911.